# 11779 Zernike
För andra betydelser, se Zernike.
11779 Zernike eller 4197 T-3 är en asteroid i huvudbältet som upptäcktes den 16 oktober 1977 av den nederländsk-amerikanske astronomen Tom Gehrels och det nederländska astronomparet Ingrid van Houten-Groeneveld och Cornelis Johannes van Houten vid Palomarobservatoriet. Den är uppkallad efter fysikern Frits Zernike.
Asteroiden har en diameter på ungefär 5 kilometer.